# ジョー・マーラー
ジョー・マーラー（Joe Marler、1990年7月7日 - ）は、プレミアシップハーレクインズに所属するラグビーユニオン選手。

## プロフィール
- イングランド・イーストボーン出身。
- ポジションはプロップ(PR)。
- 身長 183cm、体重 114kg
- イングランド代表通算キャップ数は95で、ラグビーワールドカップ2015・ラグビーワールドカップ2019・ラグビーワールドカップ2023のイングランド代表に選ばれた[1][2]。
- ブリティッシュ・アンド・アイリッシュ・ライオンズに選ばれたことがある[3]。
- バーバリアンズに選ばれたことがある[4]。

## 略歴
2009年、17歳でハーレクインズに加入。 
2014年-2015年のシーズンでは、ハーレクインズのキャプテンを務めた。 
ワールドカップ2015に向けてイングランド代表に選抜され、出場。 
2018年9月に28歳で国際試合からの引退を発表したが、 ワールドカップ2019に向けたイングランド代表チームに招集され、国際試合に復帰した。 
2020年3月7日に行われたシックス・ネイションズウェールズ戦で試合中に相手選手の股間をつかんだため、試合後に10週間の出場停止処分を受けたが、その直後から新型コロナウイルス感染拡大による長期の試合中止が続き、一度も出場停止試合がないまま、謹慎期間を終えた。
2020年秋、自伝「Loose Head : Confessions of an (un)professional rugby player」を出版した。
2024年11月3日、イングランド代表からの引退を自身のXで発表。
2024年11月27日、29日に行われるブリストル・ベアーズ戦を最後に現役引退することを発表した。